# María Lourdes Afiuni
María Lourdes Afiuni Mora (Venezuela, 8 de junio de 1963) es una abogada y jueza venezolana. Fue encarcelada el 17 de diciembre de 2009 hasta el 14 de junio de 2013 tras ordenar la liberación bajo fianza del banquero Eligio Cedeño, en un caso que tomó repercusión internacional, el 21 de marzo de 2019 fue condenada nuevamente a 5 años de prisión de forma arbitraria por un cargo inexistente en la ley venezolana.Afiuni fue arrestada por los servicios de inteligencia venezolanos y encarcelada en el mismo lugar donde se encontraban muchas de las personas a las que había sentenciado.

## Biografía
Fue ocho años presidenta del Tribunal de Control 31 de Caracas. El 10 de diciembre de 2009 la funcionaria judicial venezolana, ordena la libertad condicional del empresario y banquero venezolano Eligio Cedeño por recomendación del Grupo de Trabajo sobre Detención Arbitraria de la Organización de las Naciones Unidas, que calificó su detención como arbitraria.Cedeño quien estaba en espera de un juicio, presentaba acusaciones por evasión de los controles de divisas CADIVI (dólares regulados) y llevaba detenido bajo prisión preventiva alrededor de tres años.

## Detención
María Lourdes Afiuni fue detenida arbitrariamente el 17 de diciembre de 2009 por el juez 26 de Juicio de Caracas, Alí Paredes, sin orden judicial, sin que se le informara el motivo de la detención ni la autoridad que la había ordenado.[cita requerida] Fue llevada al Instituto Nacional de Orientación Femenina (INOF), una cárcel de mujeres ubicado en Los Teques, estado Miranda. En enero de 2010, la fiscalía presentó cargos oficiales contra Afiuni por presuntas irregularidades en la liberación de Eligio Cedeño. En febrero de 2011, se le concedió el arresto domiciliario por problemas de salud. Afiuni fue puesta en libertad condicional el 14 de junio de 2013, pero se mantuvo en el juicio.

### Violaciones y aborto
Durante su estancia en prisión, Afiuni enfrentó amenazas, intentos de abuso y ataques, lo cual deterioró gravemente su salud. El caso de la magistrada venezolana María Lourdes Afiuni tomó un giro dramático con la revelación de que fue violada durante su encarcelamiento y posteriormente sufrió un aborto.Afiuni reveló que fue abusada sexualmente en la cárcel de Caracas, donde también fue víctima de agresiones por parte de otras presas. En febrero de 2011, le fue otorgado arresto domiciliario tras una operación de útero. Posteriormente, en marzo de 2019, fue condenada a cinco años adicionales de prisión por "corrupción espiritual", un cargo que ella consideró inventado. Afiuni, calificada como "la presa personal de Chávez", denunció haber sufrido torturas y violaciones en prisión, lo que le causó serios problemas de salud.

## Repercusiones
Varios grupos internacionales han expresado su preocupación por la detención de la jueza Afiuni. En diciembre de 2009, tres expertos independientes de derechos humanos de las Naciones Unidas, Grupo de Trabajo sobre Detención Arbitraria pidió la liberación inmediata e incondicional de la jueza Afiuni.
El 11 de diciembre, el entonces presidente Hugo Chávez pidió 30 años de prisión para la jueza, en cadena de radio y televisión, por “facilitar la fuga” de Cedeño, ya que el banquero huyó del país al ser liberado. Nicolás Maduro estima que jueza Afiuni es culpable.
"Exijo dureza contra esa jueza, incluso le dije a la presidenta del Tribunal Supremo, a la Asamblea Nacional, habrá que hacer una ley porque es mucho más grave un juez que libere a un bandido, que el bandido mismo". "Habrá que meterle pena máxima a esta jueza y a los que hagan eso. ¡30 años de prisión!, pido yo a nombre de la dignidad del país'. 
En enero de 2010, la Comisión Interamericana de Derechos Humanos emitió una medida de protección a favor de María Lourdes Afiuni. Otros grupos en contra de la detención de la jueza Afiuni incluyen la Conferencia Episcopal de Venezuela, Human Rights Watch, el Departamento de Estado de los Estados Unidos, y el Colegio de Abogados de Inglaterra y Gales. El 21 de diciembre de 2011, Noam Chomsky publicó una carta abierta pidiendo al gobierno de Venezuela por "un acto humanitario que ponga fin a la detención del jueza".
El primero de julio de 2015 hizo declaraciones a la corte en donde describió la violación sexual a la que fue sometida en la cárcel a causa de la cual se le tuvo que hacer una histerectomía y reconstrucción de sus órganos sexuales y vejiga, aparte del compromiso de uno de sus senos el cual está necrosado en un 25% a causa de una patada dada con una bota militar por uno de sus custodias.
La exfiscal Luisa Ortega Díaz ante el Comité de Derechos Humanos de la Organización de las Naciones  Unidas (ONU) presentó un supuesto documento firmado por la jueza que niega los maltratos declarados, sin embargo, la Defensa de la jueza Afiuni introducirá una denuncia contra la exfiscal de la República ante la ONU por considerar que fue una declaración falsa con un documento forjado.
En 2016 se filtró un audio con la declaración de Afiuni durante su juicio en 2015, en que resalta las irregularidades de su juicio y del sistema de justicia venezolano. En 2019 se dio el cese de la medida cautelar sustitutiva de libertad a favor de María Lourdes Afiuni. Sin embargo, se mantiene la prohibición de salida del país y la prohibición de declaración a medios de comunicación, así como en redes sociales. En 2023 la Asociación Alemana de Jueces le otorgó el premio 2023 de derechos humanos DRB.
El abogado de Afiuni, José Amalio Graterol, criticó la sentencia por considerarla injusta y carente de fundamento, destacando la ausencia de evidencia concreta de corrupción, como el intercambio de dinero. Las asociaciones de jueces españoles, uniéndose al comunicado de la Federación Latinoamericana de Magistrados (FLAM) y al informe de la Red Latinoamericana de Jueces (REDLAJ), han pedido a los miembros del poder judicial venezolano que respeten los derechos de Afiuni, incluyendo su derecho a un juicio justo y el cumplimiento de los principios básicos de un Estado de derecho.
Enfatizan la importancia de la independencia judicial como un componente esencial del Estado de derecho y como un pilar básico de toda democracia, tal como lo ha resaltado la Organización de Naciones Unidas. Resaltan que todas las instituciones deben respetar y acatar esta independencia, permitiendo que los jueces resuelvan los asuntos con imparcialidad y sin influencias, presiones o intromisiones indebidas.
El relator especial para la Independencia de Magistrados y Abogados de las Naciones Unidas ha indicado que la nueva condena a Afiuni podría ser un caso de represalia política. Las asociaciones recuerdan también que el Comité Consultivo de Jueces Europeos se ha pronunciado en este sentido, como se refleja en la Carta Magna de los jueces (2010), la Carta Europea sobre el Estatuto de los Jueces (1998) y la Recomendación CM/Rec (2010) 12 del Comité de Ministros del Consejo de Europa. Además, la Comisión Interamericana de Derechos Humanos emitió medidas cautelares de protección urgente a favor de Afiuni en enero de 2010.